# Xiah (album)
A Xiah Kim Dzsunszu dél-koreai énekes 2010-ben megjelent első japán nyelvű szólólemeze, melyet a Rhythm Zone adott ki. A lemez második helyen debütált az Oricon napi listáján 118 510 eladott példánnyal. Az album 君がいれば～Beautiful Love～ és Intoxication című dalai szerepeltek a 君がいれば～Beautiful Love～ című japán mobiltévé-sorozatban, melyben Xiah JYJ-beli csapattársa, Pak Jucshon játszotta az egyik főszerepet. A 悲しみのゆくえ című dal a ５年後のラブレター  sorozat betétdala volt.

## Számlista
| A-verzió: CD+DVD | A-verzió: CD+DVD                             | A-verzió: CD+DVD | A-verzió: CD+DVD | A-verzió: CD+DVD | A-verzió: CD+DVD | A-verzió: CD+DVD | A-verzió: CD+DVD | A-verzió: CD+DVD | A-verzió: CD+DVD |
| #                | Cím                                          | Szerző(k)        | Hossz            |                  |                  |                  |                  |                  |                  |
| ---------------- | -------------------------------------------- | ---------------- | ---------------- | ---------------- | ---------------- | ---------------- | ---------------- | ---------------- | ---------------- |
| 1.               | Intoxication                                 | XIA              | 4:00             |                  |                  |                  |                  |                  |                  |
| 2.               | 君がいれば ～Beautiful Love～                | Inoue Sindzsiró  | 5:02             |                  |                  |                  |                  |                  |                  |
| 3.               | Intoxication (Instrumental)                  | XIA              | 4:00             |                  |                  |                  |                  |                  |                  |
| 4.               | 君がいれば ～Beautiful Love～ (Instrumental) | Inoue Sindzsiró  | 4:59             |                  |                  |                  |                  |                  |                  |
| 18:01            |                                              |                  |                  |                  |                  |                  |                  |                  |                  |

| 1. | Intoxication PV | 04:40 |

| B-verzió: CD | B-verzió: CD                                  | B-verzió: CD    | B-verzió: CD | B-verzió: CD | B-verzió: CD | B-verzió: CD | B-verzió: CD | B-verzió: CD | B-verzió: CD |
| #            | Cím                                           | Szerző(k)       | Hossz        |              |              |              |              |              |              |
| ------------ | --------------------------------------------- | --------------- | ------------ | ------------ | ------------ | ------------ | ------------ | ------------ | ------------ |
| 1.           | Intoxication                                  | XIA             | 4:00         |              |              |              |              |              |              |
| 2.           | 悲しみのゆくえ                                | Inoue Sindzsiró | 5:30         |              |              |              |              |              |              |
| 3.           | 君がいれば ～Beautiful Love～ (Short Version) | Inoue Sindzsiró | 3:44         |              |              |              |              |              |              |
| 4.           | Intoxication （Instrumental）                 | XIA             | 4:00         |              |              |              |              |              |              |
| 5.           | 悲しみのゆくえ（Instrumental）                | Inoue Sindzsiró | 5:30         |              |              |              |              |              |              |
| 22:44        |                                               |                 |              |              |              |              |              |              |              |